# Liste kosovarischer Grenzübergänge
Dies ist eine Liste kosovarischer Grenzübergänge.
Der grenzüberschreitende Verkehr sieht an den Grenzen zu den vier Nachbarstaaten des Kosovo teils sehr unterschiedlich aus: Von und nach Montenegro ist der grenzüberschreitende Verkehr eher gering. Richtung Albanien haben seit dem Bau der Autostrada R 7 der Personen- und Güterverkehr etwa die gleiche Bedeutung bekommen. Nach Nordmazedonien dominiert der Güterverkehr wie auch der Personenverkehr; mit der Eröffnung der Autostrada R 6 wird mit noch mehr Verkehr gerechnet. Von und nach Serbien dominiert im Sommer der Personenverkehr, wenn die kosovarische Diaspora aus europäischen Staaten zum Urlaub in die Heimat zurückkehrt, während sonst im Jahr der Güterverkehr überwiegt.

## Liste der Grenzübergänge

### Montenegro

Montenegro

| Grenzübergang | Ort im Nachbarstaat | Art des Übergangs | Lage/Verbindung | Meter über Adria | Koordinaten                      | Status      |
| ------------- | ------------------- | ----------------- | --------------- | ---------------- | -------------------------------- | ----------- |
| Kulla         | Rožaje              | M-17              | Mokra Gora      | 1450             | 42° 45′ 31,3″ N, 20° 17′ 20,2″ O |             |
| Çakor         | Bjeluha             | M-9               | Plav            | 1200             | 42° 41′ 5″ N, 20° 3′ 49″ O       | geschlossen |

### Nordmazedonien

Nordmazedonien

| Grenzübergang      | Ort im Nachbarstaat | Art des Übergangs       | Lage/Verbindung     | Meter über Adria | Koordinaten                      |
| ------------------ | ------------------- | ----------------------- | ------------------- | ---------------- | -------------------------------- |
| Han i Elezit       | Blace               | A4                      | Skopje              | 516              | 42° 8′ 32,3″ N, 21° 18′ 8,3″ O   |
| Glloboçiça/Jazince | Jaznice             | R1203                   | Tetovo              | 844              | 42° 9′ 48,4″ N, 21° 11′ 11,1″ O  |
| Stançiq            | Bellanoc            | R1212                   | Gjilan mit Kumanovo |                  | 42° 15′ 12,6″ N, 21° 32′ 58,1″ O |
| Restelica          | Nichpur             | Nur Fußgänger und Tiere | Debar               | 1788             | 41° 51′ 16,9″ N, 20° 37′ 21,3″ O |

### Albanien

Albanien

| Grenzübergang  | Ort im Nachbarstaat | Art des Übergangs       | Lage/Verbindung                                                 | Meter über Adria | Koordinaten                     |
| -------------- | ------------------- | ----------------------- | --------------------------------------------------------------- | ---------------- | ------------------------------- |
| Qafa e Morinës | Kasaj               | M-9.1                   | Gjakova mit Tropoja                                             | 565              | 42° 24′ 45″ N, 20° 13′ 19″ O    |
| Qafë Prush     | Kokaj               | R203                    | Gemeinde Gjakova mit Has                                        | 646              | 42° 18′ 6″ N, 20° 22′ 58″ O     |
| Vërmica        | Morina              | R 7                     | Grenzübergang Morina/Vërmica an der Strecke Prizren – Kukës     | 325              | 42° 9′ 21″ N, 20° 32′ 48″ O     |
| Orçusha        | Orgjost             | nur Fußgänger und Tiere | lokaler Grenzübergang zwischen Gemeinden Shishtavec und Dragash | 950              | 42° 2′ 15″ N, 20° 35′ 44″ O     |
| Glloboçica     | Borja               | R-113                   | lokaler Grenzübergang zwischen Gemeinden Dragash und Shishtavec | 1350             | 42° 0′ 36,5″ N, 20° 36′ 14,5″ O |
| Krusheva       | Shishtavec          | R-113                   | lokaler Grenzübergang zwischen Gemeinden Dragash und Shishtavec | 1406             | 41° 59′ 30″ N, 20° 36′ 31″ O    |

### Serbien

Serbien

| Grenzübergang | Ort im Nachbarstaat | Art des Übergangs | Lage/Verbindung | Meter über Adria | Koordinaten                      |
| ------------- | ------------------- | ----------------- | --------------- | ---------------- | -------------------------------- |
| Merdare       | Merdare             | B 35              | Kuršumlija      | 650              | 42° 56′ 13,2″ N, 21° 14′ 34,2″ O |
| Jarinje       | Rudnica             | B 31              | Raška           | 695              | 43° 13′ 7,1″ N, 20° 41′ 29,6″ O  |
| Brnjak        | Jablanica           | B 32              | Novi Pazar      | 1220             | 42° 57′ 42,1″ N, 20° 32′ 55,3″ O |
| Mutivoda      | Medveđa             | B 39              | Leskovac        | 930              | 42° 44′ 53,9″ N, 21° 26′ 5,9″ O  |
| Muçibaba      | Depce               | B 42              | Preševo         | 862              | 42° 21′ 45,6″ N, 21° 33′ 3,5″ O  |
| Dheu i Bardhë | Končulj             | B 41              | Bujanovac       | 420              | 42° 29′ 33,6″ N, 21° 40′ 7,5″ O  |

## Flughäfen
Grenzkontrollen an internationalen Flughäfen:
- Flughafen Pristina

Der Flughafen Gjakova ist nicht für internationalen Verkehr freigegeben.

## Hafen Durrës
Im Hafen Durrës verfügt die Republik Kosovo über ein Zollamt. Dadurch vereinfacht sich der Import von Waren nach Kosovo, und der Grenzübergang Vërmica wird entlastet.